# Frame Arms Girl
Frame Arms Girl (フレームアームズ・ガール Furēmu Āmuzu Gāru?) es una línea de juguetes japonesa basadas en modelos de robots de plástico de la empresa Kotobukiya. Una serie de manga de Tsuneo Tsuneishi comenzó a publicarse el 26 de diciembre de 2016. Una serie de anime se emitió desde el 3 de abril hasta el 19 de junio de 2017.

## Personajes
Ao Gennai (源内 あお Gennai Ao?)
Seiyū: Yōko Hikasa
Ao es una estudiante promedio de preparatoria que vive sola en su departamento debido a que sus padres se encuentran de viaje laboral. Un día, recibió una caja que ella creía que era un regalo de su padre, la caja contenía a Gourai, una Frame Arms Girl, la cual la toma como su ama. Al principio incrédula, Ao decide cuidar de Gourai y enseñarle los diferentes sentimientos y emociones humanas. Ao trata a Gourai y a las otras Frame Arms como si fueran sus hijas, aconsejandolas y divirtiéndose con ellas.
Gōrai (轟雷 Gōrai?)
Seiyū: Narumi Kaho
Gōrai es una Frame Arms de mente virgen, la cual busca comprender las emociones humanas y mejorar sus habilidades de batalla. Fueron producidas muchas copias de Gōrai, pero la que llegó a manos de Ao fue la primera en ser activada, lo cual atrajo a otras Frame Arms a combatir con ella. Gōrai es muy amable, pero intensa a la hora de pelear. Estima a sus colegas Frame Arms y aprecia mucho a Ao.
Stylet (スティレット Sutiretto?)
Seiyū: Yu Ayase
Stylet es la primera Frame Arms en retar a Gourai. A diferencia de ella, que es de estilo terrestre, Stylet es experta en ataque aéreo, lo que al principio era un problema para Gourai. Tras ser derrotada, Stylet decide quedarse en casa de Ao hasta aprender más datos de batalla y vencerla. Stylet es fácilmente irritable y asustadiza, a tal punto de acomplejarse tras perder con Gourai. Ao y las Hermanas Materia la llaman "Sty-Ko".
Baselard (バーゼラルド Bāzerarudo?)
Seiyū: Rika Nagae
Baselard es la tercer Frame Arms de Ao, la más pequeña, vaga y dormilona, pero a la vez una de las mejores consejeras para Gourai. Es raro verla en acción, ya que pasa más tiempo vagando o durmiendo sobre su cargador. Comúnmente la llaman "Base"
Shiro (シロ?) y Kuro (クロ?)
Seiyū: Erii Yamazaki
Shiro (Blanca) y Kuro (Negra) son las Hermanas Materia, siendo modelos prototipo para el resto de las Frame Arms. Siempre andan juntas, abrazadas o tomadas de la mano, hablando adorablemente, pero siendo sádicas. Tienen una especial fascinación por fastidiar a Stylet debido a lo fácil de hacerla poner nerviosa.
Architect (アーキテクト Ākitekuto?)
Seiyū: Hibiku Yamamura
Architect es la última integrante de las Frame Arms de Ao. Es la fuente de información para las otras, descargando datos en línea. Es algo inexpresiva y habla con un lenguaje técnico, pero a medida que pasa el tiempo, aprende algo de emociones.
Jinrai (迅雷 Jinrai?)
Seiyū: Minami Kabayama
Jinrai es una Frame Arms de temática ninja, fascinada con la cultura tradicional japonesa y amante de las batallas, es muy ordenada y siempre ofrece una resolución tradicionalista. Lleva un parche en el ojo, no porque lo tiene dañado, si no para mostrarse más misteriosa.
Freszwerk (フレズヴェルク Furezuveruku?)
Seiyū: Rika Abe
Es por ahora la única Frame Arms que ha podido derrotar a Gourai, haciendo alarde de esto y fastidiándola para volver a combatir. Es engreída debido a sus grandes habilidades, pero considera a Gourai su rival principal, alentándola a combatir en cada encuentro que tengan.
Bukiko Kotobuki (寿 武希子 Kotobuki Bukiko?)
Seiyū: Kazayuki Izawa
Es la mejor amiga y compañera de clase de Ao, además de ser una experta en conocimientos acerca de las Frame Arms, creando y reparando las armas de ellas cuando la fábrica no lo hace.

## Medios de comunicación

### Manga
Una serie de manga de Tsuneo Tsuneishi comenzó a publicarse el 26 de diciembre de 2016 en la revista Monthly Comp Ace de Kadokawa.

### Anime
Una adaptación a serie de anime fue anunciada titulada "Frame Arms Girl" (フレームアームズ・ガール Furēmu Āmuzu Gāru) y se emitió del 3 de abri hasta el 19 de junio de 2017. La serie tiene 12 episodios. El opening es "Tiny Tiny" interpretado por Rie Murakawa, mientras el ending es "FULLSCRATCH LOVE".

#### Lista de episodios
| Núm. | Título | Fecha de emisión    |
| ---- | --- | ------------------- |
| 1    | "Gōrai" "Gourai" (轟雷) | 3 de abril de 2017  |
| 1    | "Stylet y Baselard" "Sutiretto to Bāzerurādo" (スティレットとバーゼラルド)                                                                    | 3 de abril de 2017  |
| 2    | "¿Una Sty-ko que no puede volar puede llamarse Sty-ko?" "Tobenai Suti-ko wa Suti-kode ī no ka na?" (飛べないスティ子はスティ子でいいのかな？) | 10 de abril de 2017 |
| 2    | "¡A limpiar!" "O Sōji Suru zo!" (お掃除するぞ！)                                                                                              | 10 de abril de 2017 |
| 3    | "Vamos a la escuela" "Gakkō ni Ikou" (学校に行こう)                                                                                           | 17 de abril de 2017 |
| 3    | "Vienen las hermanas materia" "Materia Shimai ga Yattekita" (マテリア姉妹がやってきた)                                                        | 17 de abril de 2017 |
| 4    | "¡Jinrai ha llegado!" "Jinrai Sanjō!" (順雷参上！)                                                                                            | 24 de abril de 2017 |
| 4    | "Redecorar es divertido" "Oheyazukuri wa Tanoshī na" (お部屋づくりは楽しいな)                                                                 | 24 de abril de 2017 |
| 5    | "Architect es activada" "Ākitekuto Kidō" (アーキテクト起動)                                                                                   | 1 de mayo de 2017   |
| 5    | "Carrera de oportunidades" "Otsukai Rēsu" (おつかいレース)                                                                                    | 1 de mayo de 2017   |
| 6    | "Festival de fuegos artificiales de los sentimientos" "Kanji Hanabi Taikai" (感じて花火大会)                                                  | 8 de mayo de 2017   |
| 6    | "Vamos a la escuela 2" "Gakkō ni Ikou 2" (学校に行こう2)                                                                                      | 8 de mayo de 2017   |
| 7    | "VS Freszwerk" "VS Furezuveruku" (VSフレズヴェルク)                                                                                           | 15 de mayo de 2017  |
| 7    | "Primera historia de las F.A. Girls" "Efu Ē Gāru Hajimete no Monogatari" (FAガールはじめて物語)                                               | 15 de mayo de 2017  |
| 8    | "" "Kekki Shūkai" (決起集会) | 22 de mayo de 2017  |
| 8    | "El otoño atrae" "Aki ni Yobarete…" (秋に呼ばれて…)                                                                                           | 22 de mayo de 2017  |
| 9    | "Ah, atrape un resfriado" "Ao, Kaze o Hiku" (あお、風邪をひく)                                                                                | 29 de mayo de 2017  |
| 9    | "Juntos de nuevo mañana" "Ashita Mo Issho ni" (あしたもいっしょに)                                                                            | 29 de mayo de 2017  |
| 10   | "Día de la olla" "Nabe no Aru Hi" (鍋のある日)                                                                                                | 5 de junio de 2017  |
| 10   | "¡Batalla! ¡¡Batalla!! ¡¡¡Batalla!!!" "Batoru! Batoru!! Batoru!!!" (バトル！バトル！！バトル！！！)                                           | 5 de junio de 2017  |
| 11   | "Lo que se oculta detás de esa emoción" "Sono Kimochi no Uragawa ni" (その気持ちの裏側に)                                                     | 12 de junio de 2017 |
| 11   | "¡Un baño publico! ¿¡Una batalla!?" "Sentō! Sentō!?" (銭湯！戦闘！？)                                                                         | 12 de junio de 2017 |
| 12   | "Batalla final" "Rasuto Batoru" (ラストバトル)                                                                                                | 19 de junio de 2017 |
| 12   | "Eso que te doy" "Kimi ni Okurumono" (君に贈るもの)                                                                                           | 19 de junio de 2017 |